# Félix Régamey
Pour les articles homonymes, voir Régamey.
Félix Régamey, né le 7 août 1844 à Grenelle et mort le 5 mai 1907 à Antibes, est un peintre, dessinateur et caricaturiste français.
Il a acquis et créé de nombreux objets, lors de ses nombreux voyages, dans le cadre d’un travail de création d’un musée des religions.

## Biographie
D’abord élève de son père, le peintre Louis Pierre Guillaume Régamey, puis étudiant à l’École des beaux-arts de Paris et chez Lecoq, Régamey commence sa carrière en publiant des caricatures et des dessins satiriques ou humoristiques dans de nombreux journaux tels que le Journal amusant, Le Boulevard, L'Indépendance parisienne, La Vie parisienne, Les Faits-Divers illustrés. En septembre 1870, il fonde le Salut Public, puis s'implique dans la Commune de Paris et doit s'exiler plusieurs années à Londres après la semaine sanglante. Ami de Rimbaud et Verlaine, il les aide financièrement lorsqu'ils arrivent en Angleterre en 1872.
Il part ensuite aux États-Unis et collabore au Graphic et au Harper's Weekly. En 1876, à Philadelphie, durant l'Exposition universelle, il retrouve Émile Guimet qu’il avait rencontré à Londres quatre ans plus tôt. Tous deux entament alors un long périple qui va les conduire au Japon, en Chine, en Asie du Sud-Est puis en Inde avant de retrouver l’Europe. Lors de ces différentes étapes, Guimet se renseigne auprès des érudits dans le cadre de son travail de création d’un musée des religions pour lequel il acquiert de nombreux objets. Pendant ce temps, Régamey dessine des esquisses, un long travail qui lui permettra, de retour en France, la réalisation de nombreuses œuvres à sujet asiatique : dix mois de périple qui inspireront tout le reste de leur vie.
Les aquarelles et les dessins presque ethnographiques de Régamey sont présentés à l'Exposition universelle de 1878 et publiés la même année dans les Promenades japonaises de Guimet.
En faisant connaitre des objets rituels, des estampes, le théâtre japonais, etc., Guimet et Régamey ont contribué à nourrir le japonisme en France.
Félix Régamey est un adepte du fouriérisme.
En 1881, il est nommé inspecteur de dessin des écoles de la Ville de Paris.
En 1888, le peintre a son atelier 6, rue Coëtlogon à Paris, dans le 6e arrondissement.
Pour distinguer ses œuvres de celles de son frère Frédéric, Félix signait parfois sous la forme du monogramme « F. Fx ».
Atteint de la grippe, l’hiver précédant sa mort, il ne s’en était guéri qu’à moitié, et cette maladie a déterminé en lui des troubles cardiaques auxquels il a succombé. Il repose au cimetière communal de Clamart.
Il est le fils et le frère des peintres et dessinateurs Frédéric et Guillaume Régamey.

## Galerie

Œuvres de Félix Régamey
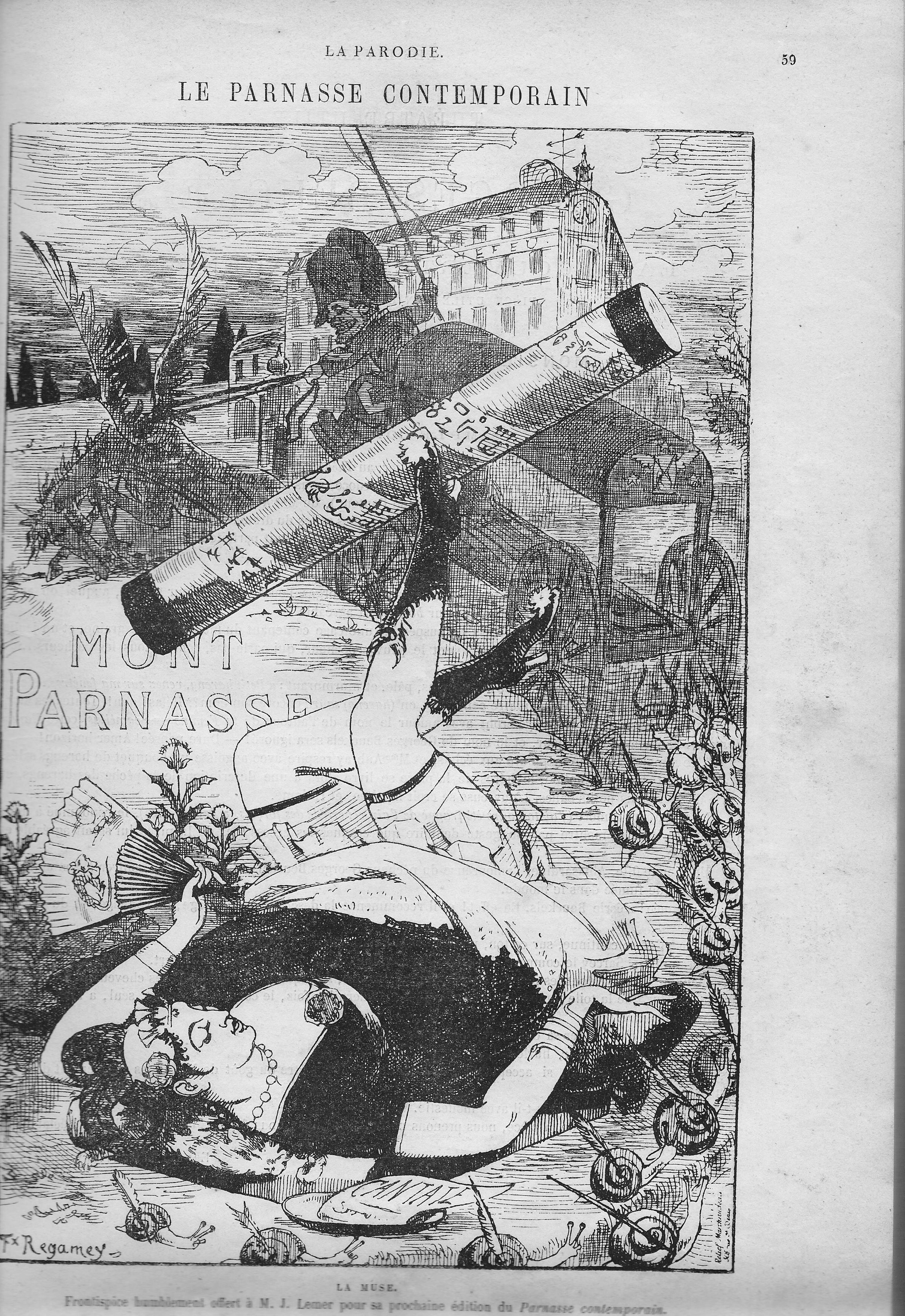
La Muse, caricature pour « Le Parnasse contemporain » de La Parodie d'André Gill (1869).
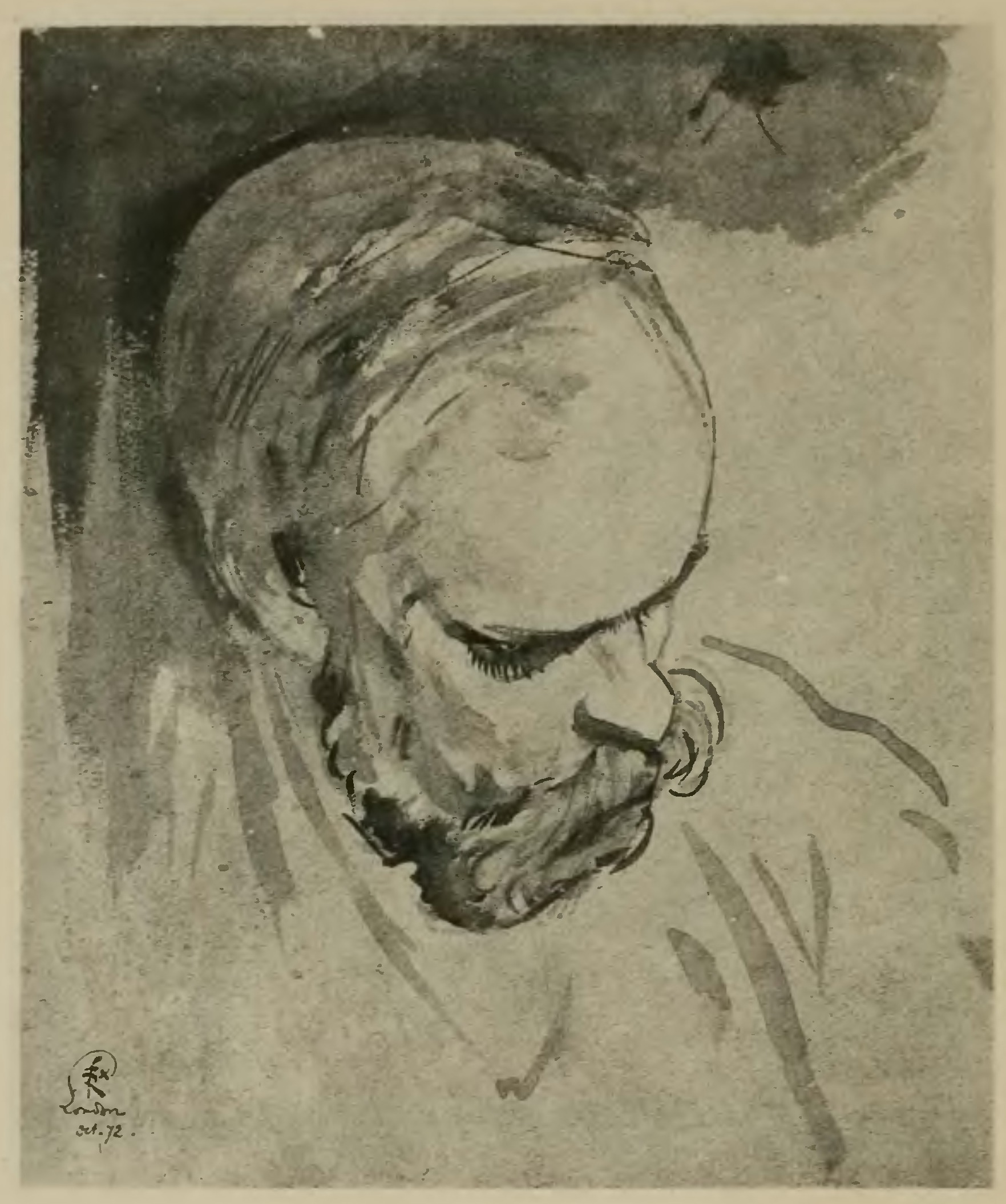
Paul Verlaine (1872), frontispice pour Verlaine Dessinateur.
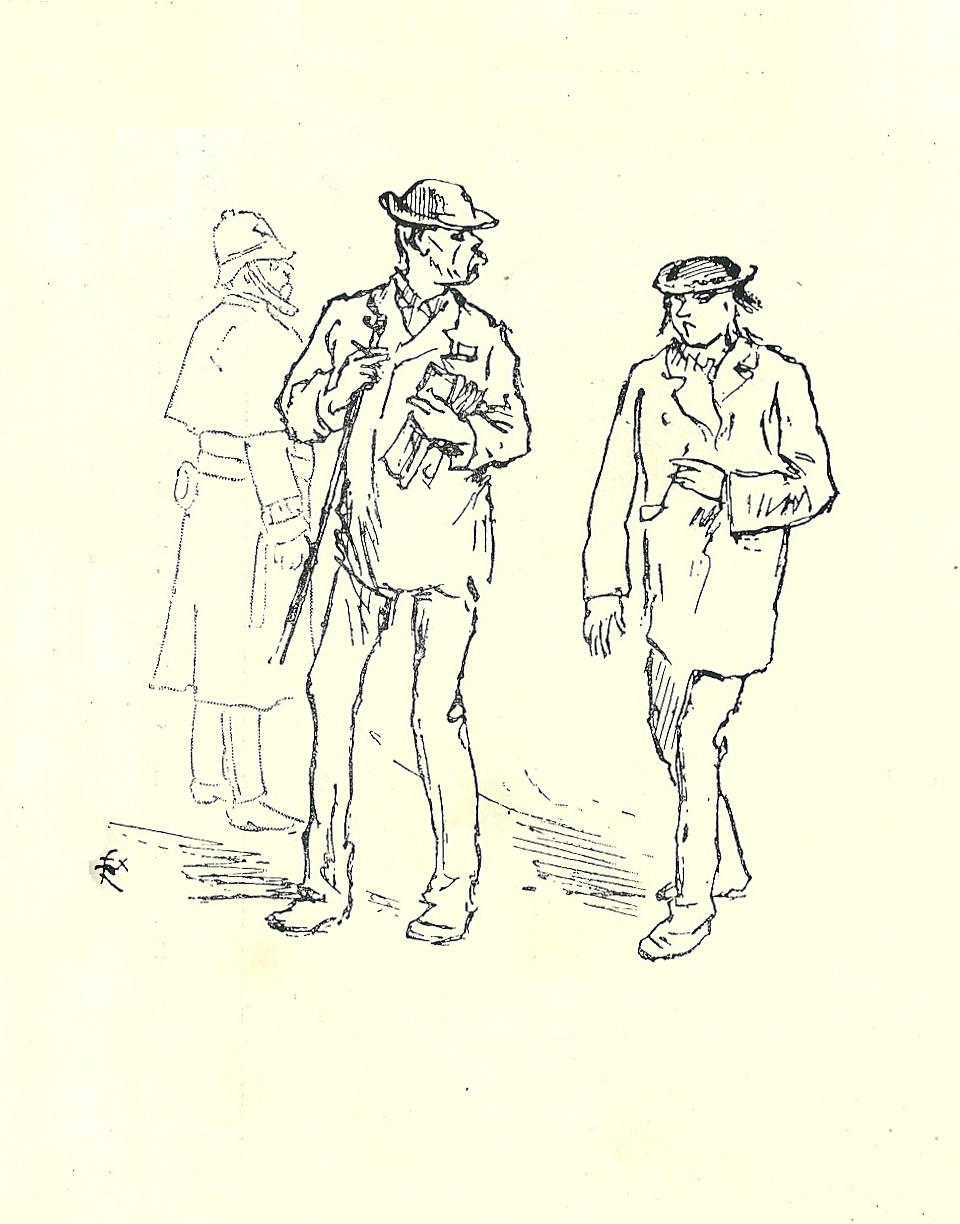
Rimbaud et Verlaine dans une rue de Londres (1872), dessin.
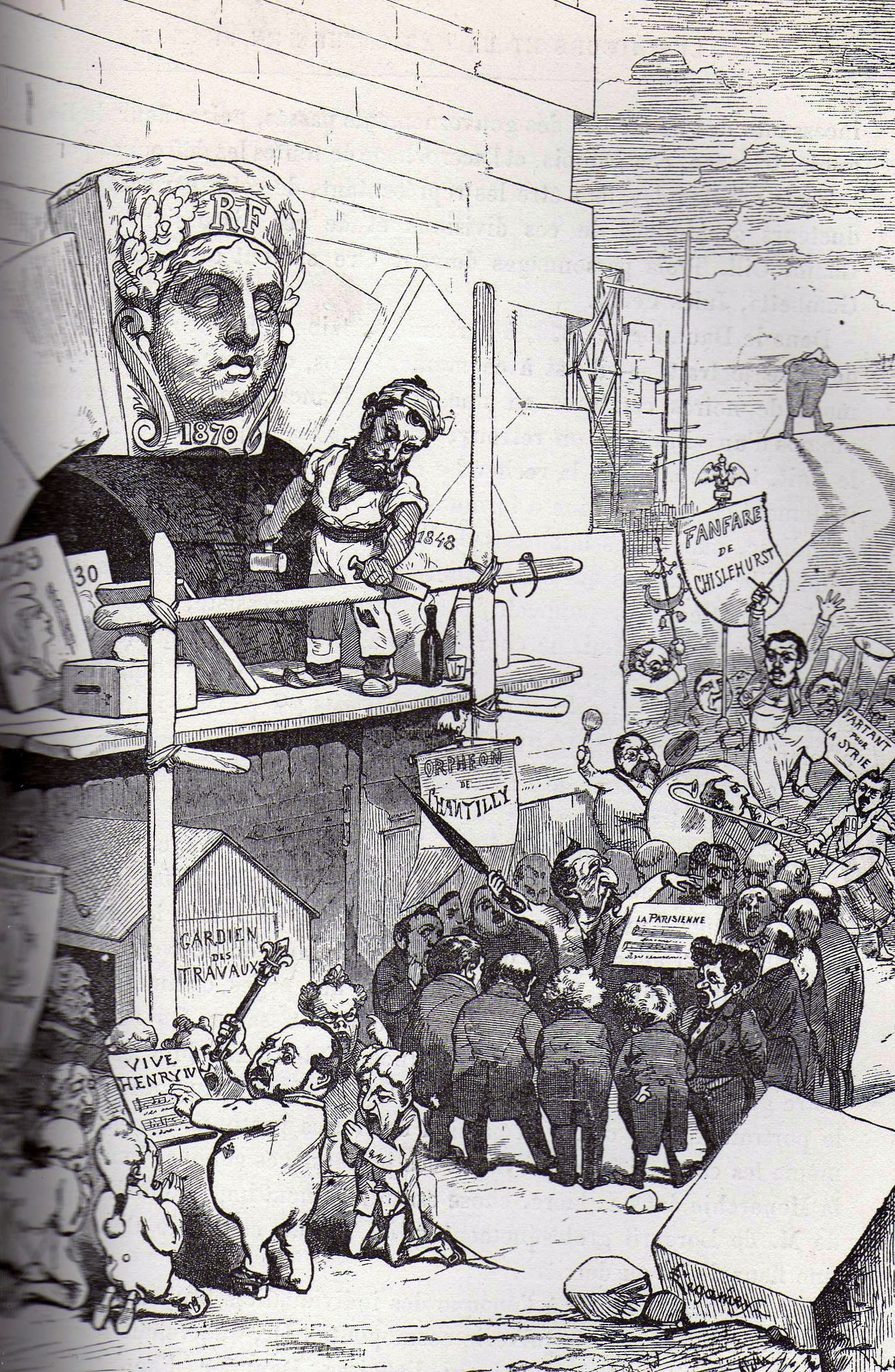
« La Situation politique en France », Harper's Weekly de novembre 1873.
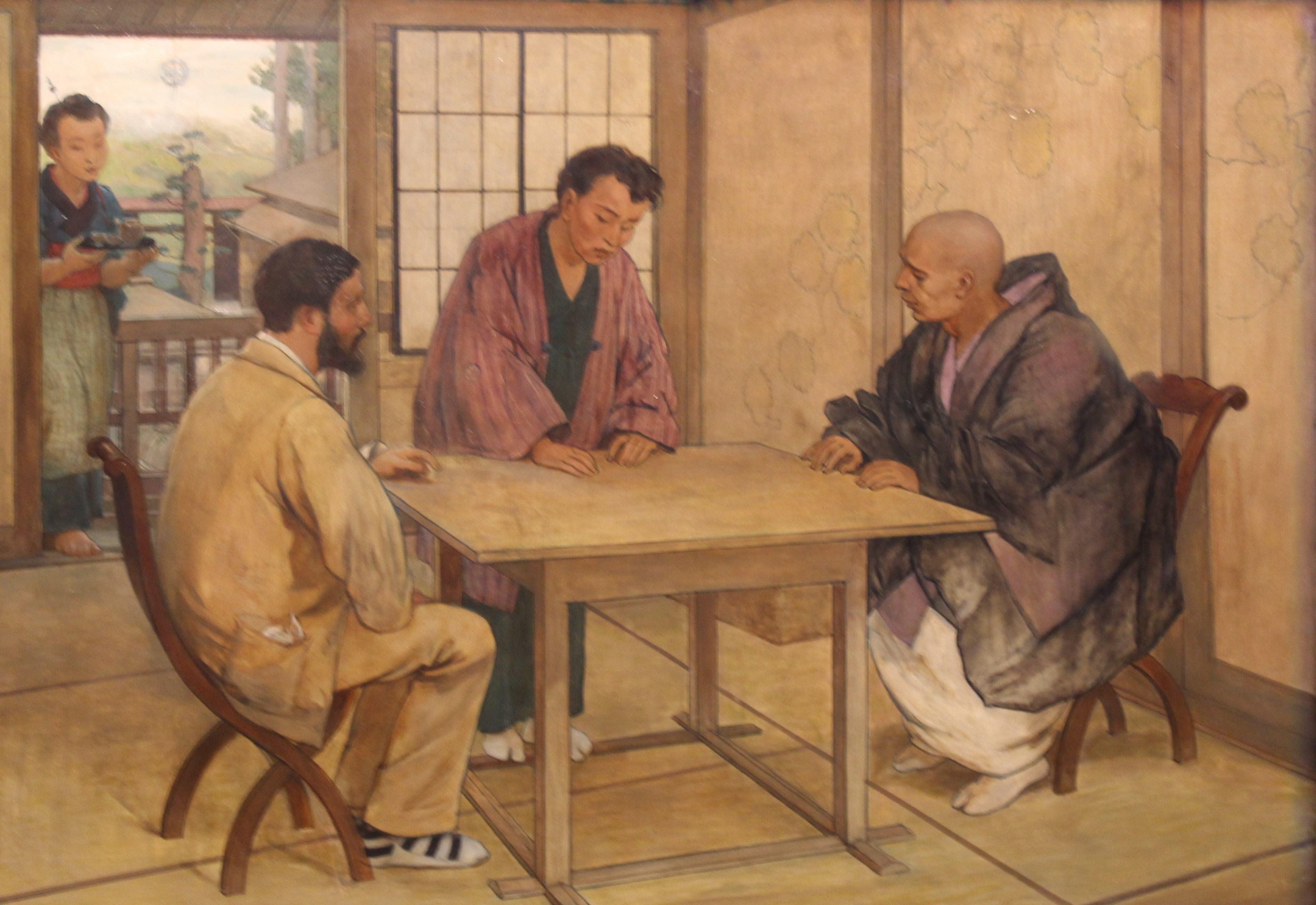
Rencontre entre Émile Guimet et un moine bouddhiste (1876), huile sur toile , Lyon, musée des Confluences.
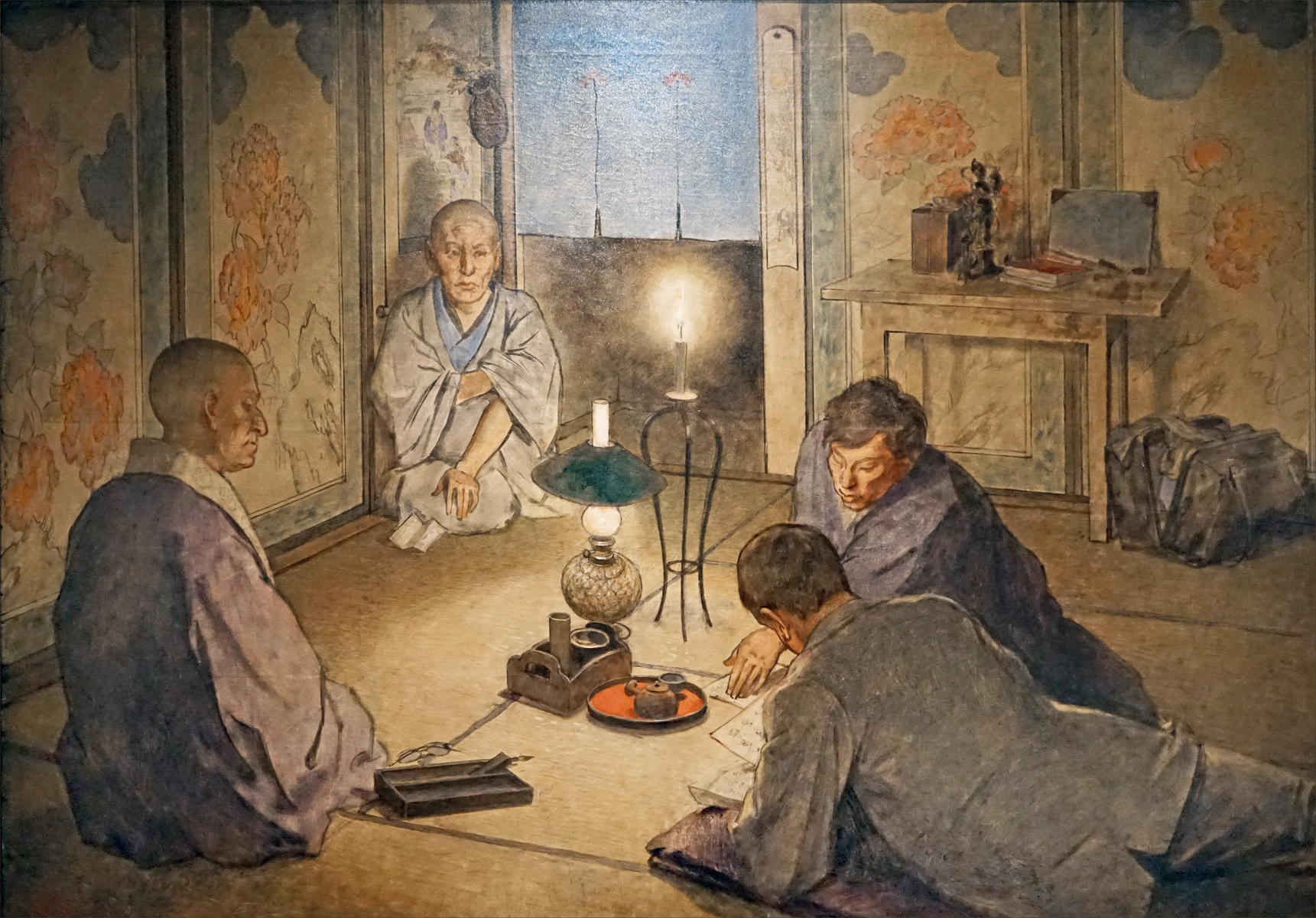
Deux prêtres de la secte Shingon à Kyoto expliquant à Émile Guimet les qualités de leur dogme (1877-1878), Paris, musée Guimet.
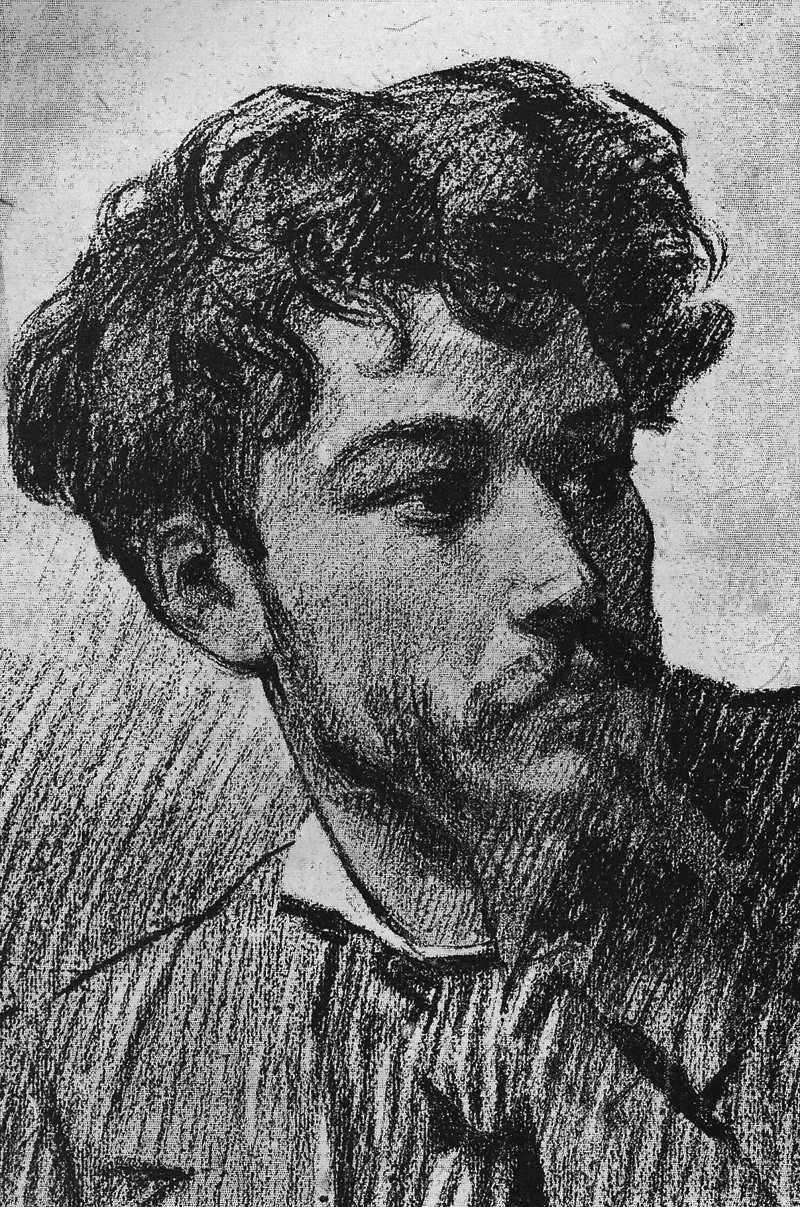
Jean Aicard (vers 1878), fusain.
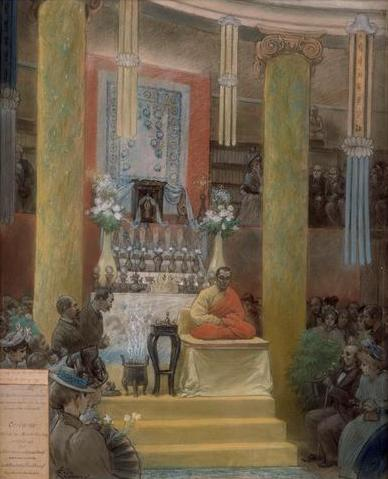
Cérémonie bouddhique lamaïque au musée Guimet et le 27 juin 1898, pastel, Paris, musée Guimet[8].
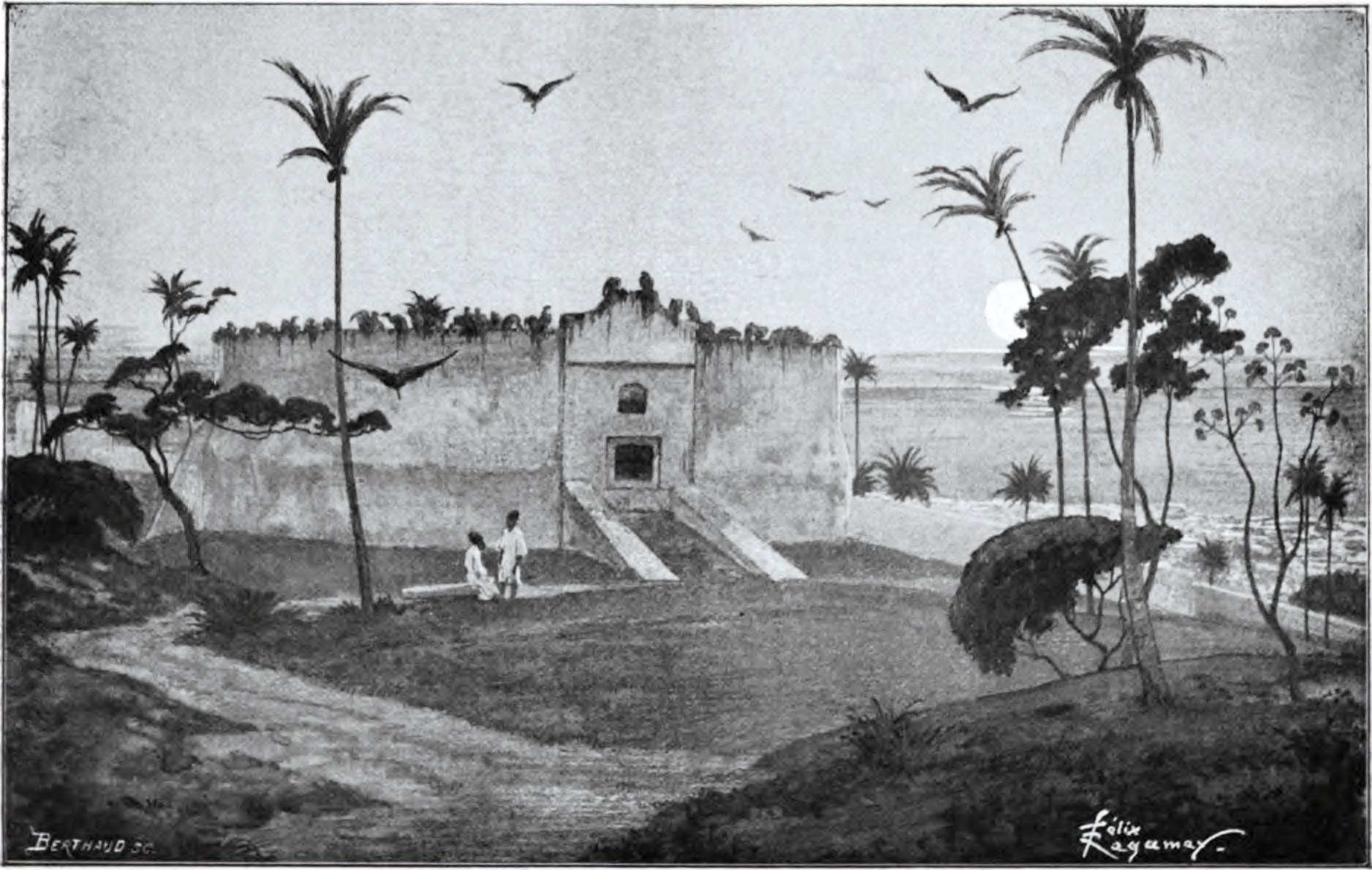
Une tour du silence à Bombay.

## Publications
- Okoma, roman japonais (ill. Félix Régamey d’après le texte de Bakin Takizawa et les dessins de Chiguenoï), Paris, E. Plon et Cie, 1883, 83 p. (lire en ligne sur Gallica).
- À Gambetta, 1838-1882, 1884.
- Le Cahier rose de Mme Chrysanthème , 1894.
- Un assassin politique, T'oung Pao, vol. 5, nº 3 (1894), p. 260-271.
- Verlaine dessinateur, 1896.
- D'Aix en Aix, promenade pittoresque, sentimentale et documentaire. Savoie, Suisse, Allemagne, Belgique, préface d'Ernest d'Hervilly, 1897.
- Le Japon pratique, 1891.
- Le Dessin et son enseignement dans les écoles de Tokio, 1902.
- Les Yeux clos, pièce en 1 acte en vers, par Michel Carré, d'après la légende japonaise de Félix Régamey, Paris, théâtre de l'Odéon, 26 novembre 1896.
- Le Japon en images. Dessins d'après nature et documents originaux, vers 1900.
- Japon, 1903.
- Horace Lecoq de Boisbaudran et ses élèves, notes et souvenirs. Avec la reproduction d'un portrait du maître par lui-même, 1903.

### Illustrations d'ouvrages
- Eugène Vermersch, Les Binettes rimées, Paris, 1868, 64 p., pl. ; in-16 (lire en ligne sur Gallica).
- Benjamin Constant, Adolphe, 1878.

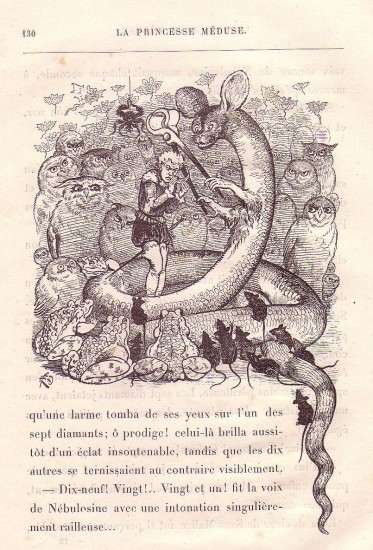
Daniel Darc, La Princesse Méduse (1880), illustrations par Félix et Frédéric Régamey.

- Émile Guimet, Promenades japonaises, Paris, G. Charpentier Éditeur, 1878.
- Émile Guimet, Promenades japonaises, Garches, éditions À Propos, 2017,  (ISBN 2-915398-16-X)  — Édition en fac-similé en un volume du récit de voyage paru en 2 tomes chez G. Charpentier, Paris, 1878 et 1880. 176 illustrations & 52 lettrines.
- Daniel Darc, La Princesse Méduse, illustrations de Félix et Frédéric Régamey, Paris, G. Charpentier Éditeur, 1880.
- François-René de Chateaubriand, Atala. René. Le Dernier Abencérage, 1882.
- Émile Richebourg, Les Millions de monsieur Joramie, 1885.
- Émile Guimet : Le Théâtre au Japon, conférence faite au cercle Saint-Simon, le 16 avril 1884, 1886
- André Laurie, Autour d'un Lycée Japonais, édition J. Hetzel, Paris, 1886 (26 dessins dont 22 planches pleine page)
- Johann Jacob Maria de Groot, Les Fêtes annuellement célébrées à Émoui [Amoy] : étude concernant la religion populaire des Chinois, 1886 (texte en ligne).
- Ernest d'Hervilly, Cinq anniversaires de Molière : 1874, 1875, 1877, 1881, 1886, comédies en vers, 1887.
- Amélie Ernst, Nos bébés, 1891.
- Albert Verly, Souvenirs du Second Empire, Paris, 1894-1908, 3 vol. (lire en ligne sur Gallica)
- Jules Barbey d'Aurevilly, Le Bonheur dans le crime : une des Diaboliques, Paris (lire en ligne sur Gallica).

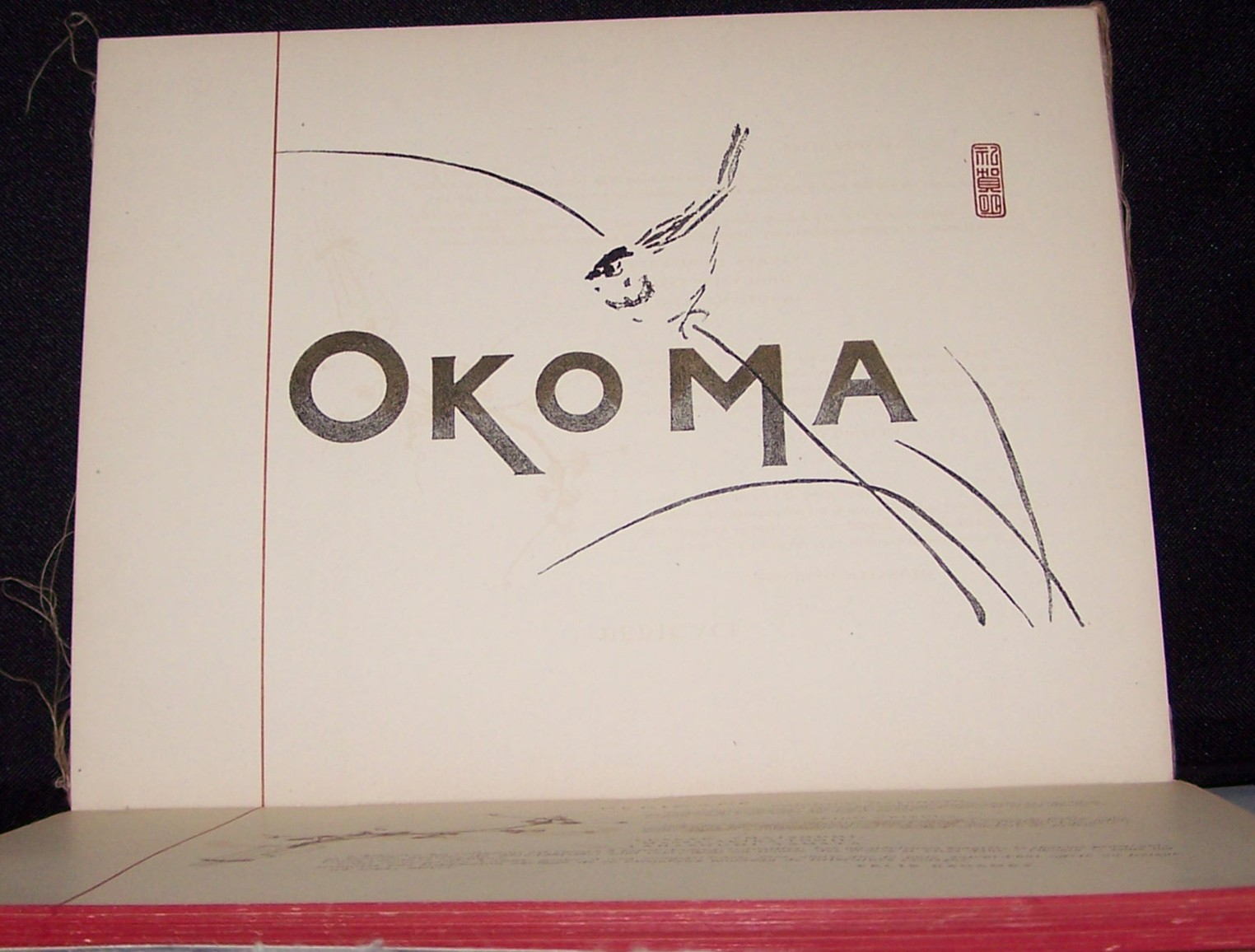
Couverture d'Okoma (1883).
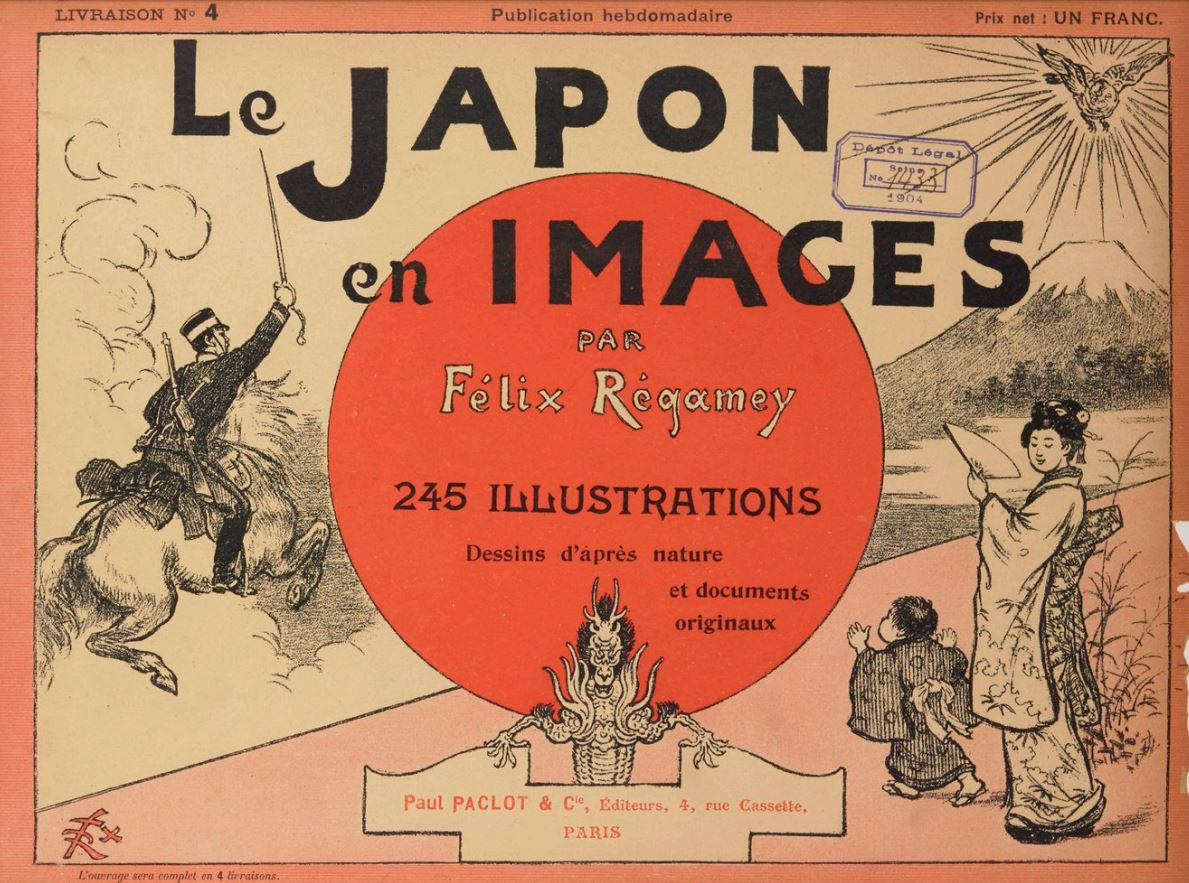
Le Japon en images (1905).